# Факултет организационих наука Универзитета у Београду
Факултет организационих наука (скраћено ФОН) је високошколска установа Универзитета у Београду. Основан је 6. маја 1971. Данас је водећи факултет у Србији у области информационих система и технологија, организације и менаџмента. Програмска оријентација Факултета одражава савремене трендове високог образовања, научноистраживачког рада и привредног развоја, док је већ више од једне деценије водећи факултет у југоисточној Европи за образовање у области информационих система и технологије, менаџмента, операционог менаџмента и управљања квалитетом.

## Историја
Настанак Факултета организационих наука се везује за крај шездесетих година прошлог века. Коначна Одлука о оснивању Факултета организационих наука донета је 28. априла 1969. године. Новембра 1970. године Савет Универзитета је донео Одлуку да се Факултет организационих наука укључи у састав Универзитета у Београду. Након испуњења потребних услова за оснивање, Факултет је свечано отворен 4. новембра 1971. године. Настава је почела у згради Индустрије мотора 21. мај у Индустријском басену у Раковици. Касније, од 1981. године, Факултет је наставио са радом на новој локацији на Вождовцу.
ФОН је почео наставу на три „усмерења“: организационо-кибернетском, организационо-кадровском и организационо-производном. Децембра 1971. године основана је организација Савеза студената Факултета. Две године касније почео је рад последипломских студија у оквиру три смера: кибернетика и организација, организација удруженог рада у привреди и организационо-кадровски.
Од 1975. године почео је интензивнији научноистраживачки рад и постигнути су значајни резултати. Спортско друштво Факултета организационих наука је основано 1977. године.
Развој Факултета се наставља узлазном путањом. Један од битних момената је акредитација Факултета и студијских програма. Наиме, Факултет организационих наука је акредитован као високошколска установа 9. јануара 2009. године, са 14 студијских програма на сва три нивоа студирања.
Након 2009. године акредитована су још три студијска програма:
- Менаџмент у систему здравствене заштите (7. маја 2010. године);
- Међународно пословање и менаџмент (22. октобра 2010. године);
- Сајбер (Cyber) форензика (6. маја 2011. године).

- Факултет организационих наука, главни улаз
- Факултет организационих наука, споредни улаз
- Унутрашњост факултета
- Унутрашњост факултета

### Уређење и сертификација система менаџмента квалитета
Осим што се на Факултету организационих наука предаје област квалитета у оквиру студијске групе Управљање квалитетом, факултет се интензивно бави и истраживањем у овој области. ФОН је уредио свој систем менаџмента квалитета усклађујући се са захтевима стандарда ISO 9001:2008 за област високог образовања. Сертификат је факултету додељен од стране сертификационог тела Bureau Veritas 18. октобра 2010. и свечано уручен на прослави дана факултета 4. новембра 2011.

### Лабораторије и центри
Наставна и научноистраживачка делатност се реализује у оквиру лабораторија и центара Факултета, и то:
- Иновациони центар за развој и примену ИК технологија[3] ставља расположиве научно-истраживачке и стручне потенцијале, у области информационих система и технологија при Факултету, у функцију организованог трансфера технологија и знања у домаћу привреду и институције. Неке од делатности овог центра су истраживање потреба тржишта и потенцијалних партнера у индустрији, трансфер знања и технологија у информационим и комуникационим областима, обука –  оперативни систем итд.
- Лабораторија за вештачку интелигенцију[4] пружа увођење и одржавање софтверских система за учење на даљину, развој и реализацију курсева за учење на даљину и друге активности. Неке од делатности којима се бави овај центар су увођење, одржавање и примена софтверских система заснованих на технологијама Семантичког Wеb-а, семантички Wеb сервиси, интелигентни едукативни (туторски) системи итд.
- Лабораторија за електронско пословање[5] бави се израдом Интернет бизнис плана, израдом Интернет маркетинг плана, имплементацијом Интернет продавница, пројектовањем и имплементацијом wеb сајтова и портала, одржавањем пословних курсева: MS Office, МS Project, Open Office и других, Веб дизајн итд.
- Лабораторија за информационе системе[6] бави се развојем информационих система, одржавањем курсева за савремене методологије развоја информационих система, анализом и пројектовањем информационих система, развојем апликација помоћу савремених софтверских развојних алата итд.
- Лабораторија за контролу квалитета[7] бави се истраживањем у области контроле квалитета, пројектовањем у области контроле квалитета, пројектовањем школа за обуку QМS проверивача, пројектовањем NASSR система итд.
- Лабораторија за математику[8] бави се припремом математичких текстова за штампу, обрадом математичких текстова у програмским пакетима , LATEX и MATHTYPE итд.
- Лабораторија за мултимедијалне комуникације[9] бави се истраживањем и развојем у домену жичних и бежичних рачунарских мрежа, мобилног рачунарства и дигиталних мултимедија, као и тржишном промоцијом одговарајућих знања, технологија и решења, израдом студија изводљивости техничких система који користе рачунарско-комуникациону технологију и опрему, интеграцијом сложених техничких система, одржавањем софтверских компоненти техничких система који користе рачунарско-комуникациону опрему итд.
- Лабораторија за операциона истраживања[10] бави се применом метода операционих истраживања и оптимизације у решавању управљачких проблема, развојем математичких модела, имплементацијом система за напредно планирање и распоређивање итд.
- центар - бави се организовањем штедљиве производње, консалтингом из организовања штедљиве производње, пројектовањем и инжењерингом из организовања штедљиве производње итд.
- Лабораторија за проучавање рада. Неке од активности ове лабораторије су информативни и иновациони семинар из утврђивања потребног времена и стандарда – норматива рада, услуге систематизације послова и утврђивања вредности рада, пројектовање и инжењеринг из систематизације послова и утврђивања вредности рада, пројектовање и инжењеринг из унапређивања система зарада и друге.
- Лабораторија за рачунарски интегрисану производњу. Неке од делатности ове лабораторије су услуге анализе, пројектовања и унапређења логистичких процеса, услуге анализе, пројектовања и унапређења рачунарски интегрисаних производних система и друге.
- Лабораторија за симулацију.[5] Делатности ове лабораторије су услуге консалтинга у области примене рачунарске симулације у пословању, индустрији, истраживању и образовању, у пословном одлучивању, у области управљања ризицима, развој симулационих модела, консалтинг у примени виртуелне реалности, развој експертних система итд.
- Лабораторија за системе.[11] Делатности ове лабораторије су моделовање и истраживање динамике пословних, техничких и физичких система применом метода теорије и управљања системима, развој математичких и рачунарских модела за управљање предузећима, пројектовање и развој софтвера за управљање организационим системима, развој експертних система, дизајнирање и изградња интелигентних рачунарских система и друге.
- Лабораторија за софтверско инжењерство.[12] Делатности ове лабораторије су развој и одржавање софтверског система развијеног у  технологији, затим у  технологији, пројектовање архитектуре софтверског система, тестирање софтвера, одржавање софтверског система, организовање симпозијума и научних скупова који се баве софтверским инжењерством итд.
- Лабораторија за статистику.[13] Делатности ове лабораторије су примена статистичких метода у решавању проблема управљања и одлучивања, имплементација статистичких система, прикупљање података, анализа података, Data mining итд.
- Метролошка лабораторија. Делатности ове лабораторије су услуге прегледа мерила дужине, план-паралелних граничних мерила, граничних мерила, помичних мерила, микрометара за унутрашње мерење, мерних сатова, микрометара за спољашње мерење, услуге повезивања произвођача и купаца мерне технике, услуге одржавања мерне опреме итд.
- Центар за анализе ефикасности. Неке од делатности којима се бави овај центар су услуге примене ДЕА методе за анализу ефикасности у различитим областима, развој комерцијалне верзије софтвера Е-ДЕА, обука за примену ДЕА методе и софтвера Е-ДЕА и друге.
- Центар за еколошки менаџмент и одрживи развој. Делатности овог центра су саветовање ради обезбеђивања знања о текућим научним теоријама, парадигмама, концептима и принципима природних процеса неопходних за формулисање модерних еколошких политика, разумевање кључних прилаза управљању утицајима производа и услуга на животну средину, припрема планова и програма перманентног еколошког образовања итд.
- Центар за инжењеринг процеса. Делатности овог центра су услуге пројектовања процесног модела, пројектовање логичког модела предмета рада, пројектовање модела процеса, одређивање функционалне, организационе и управљачке међузависности (интегрисаности) процеса и израда матрице међузависности процеса и друге.
- Центар за истраживање тржишта. Делатности овог центра су истраживање тржишта, сегментација тржишта, идентификација циљних група, прогноза тражње, мерење и анализа ризика, увођење нових производа на тржиште, избор канала дистрибуције идт.
- Центар за јавну управу. Неке од делатности овог центра су проучавање и предлагање нових метода и техника развоја и унапређења управне праксе, развој концепта „квалитетне управе“, услуге истраживања у области јавне управе, истраживање и праћење развоја кадрова у јавној управи итд.
- Центар за квалитет. Делатности овог центра су услуге пројектовања у области квалитета, пројектовање модела система менаџмента квалитетом, утврђивање стања организације и израда GAP анализе, обезбеђивање софтвера за подршку систему менаџмента квалитетом и сродним системима у организацији и пружање одговарајућих информација, провера система менаџмента у организацији итд.
- Центар за мала и средња предузећа и предузетништво. Делатности овог центра су истраживање (основна, примењена, развојна, иновациона) предузетништва и управљања малим и средњим предузећима у областима управљање ресурсима, управљање организационим процесима МСП итд, услуге пројектовања предузетништва и управљања малим и средњим предузећима, услуге обуке људских ресурса, за дизајнирање, пројектовање и примену концепата (модела), метода (и техника), техничких средстава и организационих помагала у области предузетништва и управљања МСП итд.
- Центар за маркетинг. услуге маркетинг планирања, дефинисање маркетинг стратегије, израда маркетинг плана, развој понуде, лансирање понуде, планирање маркетиншких комуникација, услуге развоја интерактивног маркетинга итд.
- Центар за менаџмент људских ресурса. Делатности овог центра су истраживање ставова јавног мњења са аспекта HRM-а, семинари и тренинзи за менаџере у HRM -у, решавање конфликата, мобинг, семинари и тренинзи у области електронског пословања и електронског образовања, обуке предавача за образовање на даљину итд.
- Центар за односе с јавношћу. Делатности овог центра су истраживање јавности као основе за утврђивање корпоративне репутације, пројектовање програма пословне комуникације са кључним циљним групама, извођење тренинга из области односа с јавношћу и пословне комуникације, консалтинг у области дефинисања пословног протокола итд.
- Центар за операциони менаџмент. Делатности овог центра су организација и реализација сусрета привредника и научника – СПИН, услуге пројектовања у области операционог менаџмента, услуге тренинга и оспособљавања кадрова у области операционог менаџмента, обука из области рачунарских интегрисаних производних система коришћењем софтверских решења итд.
- Центар за организацију пословних система. Делатности овог центра су услуге пројектовања и израде формално-правних аката у домену реструктурирања организације предузећа и јавних установа, организационе структуре, управљачке структуре, систематизације радних места и награђивања, услуге консалтинга у домену општег менаџмента и друге.
- Центар за пословно одлучивање. Неке од делатности овог центра су пројектовање и развој складишта података (Datawarehouse), мерење перформанси система, пројектовање и развој система за подршку одлучивању за доношење одлука у топ менаџменту, маркетингу, набавци, финансијама итд.
- Центар за развој информационих система. Делатности овог центра су анализа интелектуалних алата за моделовање семантике реалних система, анализа савремених софтверских окружења за развој информационих система, услуге пројектовања итд.
- Центар за развој финансијског тржишта. Делатности овог центра су пројекти предлога начина за финансијско реструктурирање, консалтинг услуге из области финансијске анализе и финансијског менаџмента, консалтинг услуге портфолио менаџмента, услуге организовања стручних сусрета, трибина, промоција стручне литературе и пројеката итд.
- Центар за сајбер форензику Неке од делатности овог центра су истраживање, израда предлога и имплементација стандарда у области  форензике, праћење облика  криминала, спровођење форензичке истраге у оквиру случајева компјутерског криминала, увођење Cyber форензике у оквиру система унутрашње контроле пословања, услуге издаваштва из области  форензике
- Центар за технолошки менаџмент. Неке од делатности овог центра су анализа технолошких ситуационих фактора са специфичностима одговарајућих сектора и делатности у којима предузеће послује, анализа структуре технолошког система, услуге подршке менаџменту технологије и развоја у предузећу, оцена успешности примењене технологије у предузећу итд.
- Центар за управљање инвестицијама.[14] Делатности овог центра су услуге оспособљавања кадрова у области управљања инвестицијама, услуге подршке извођењу наставе и обуке студената последипломских студија Факултета организационих наука, израда студије оправданости, израда бизнис плана, организација стручних скупова, израда стручних и научних публикација итд.
- Центар за управљање пројектима има за циљ да афирмише, промовише и унапређује стручна и практична знања у области менаџмента, организације инвестиција и управљања пројектима. Такође, Центар има задатак да да допринесе националној и међународној промоцији Факултета организационих наука у чијем се саставу налази.[15]

## Студијски програми
На Факултету се могу похађати акредитовани студијски програми: основних академских студија, дипломских академских студија - мастер, специјалистичких струковних студија, специјалистичких академских студија и докторских студија.

### Студијски програми основних академских студија
1. Информациони системи и технологије — на студијском програму Информациони системи и технологије се стичу најновија знања и вештине из области информационих система и технологија.
2. Информациони системи и технологије – студије на даљину — заснован је на методама и технологијама образовања на даљину, а циљ је да студенти стекну знања из информационих система и информационих технологија. За успешно и квалитетно одвијање користи се Moodle систем учења на даљину. За сваки предмет је поред општих информација дата структура предмета по тематским целинама и јединицама.
3. Менаџмент и организација — на овом смеру се стичу знања у области менаџмента и организационих наука. У оквиру овог студијског програма се налазе области менаџмент, операциони менаџмент и управљање квалитетом.
  1. Менаџмент
  2. Операциони менаџмент
  3. Управљање квалитетом

### Студијски програми дипломских академских студија — мастер
1. Информациони системи и технологије — студијски програм дипломских академских студија Информациони системи и технологије омогућује продубљивање стечених и стицање нових знања из области база података, развоја информационих система, информационих технологија, рачунарских мрежа и различитих аспеката управљања информационим системима. На овом студијском програму постоје студијске групе: Информациони системи, Информационе технологије и ИТ менаџмент.
2. Операциона истраживања и рачунарска статистика — ослања се на знања стечена на основним академским студијама. Циљ ових дипломских академских студија је проширено стицање знања из области операционих истраживања и рачунарске статистике и пружа студентима вештине за решавање теоријских и практичних проблема из датих области. На овом студијском програму постоје студијске групе: Операциона истраживања и Рачунарска статистика.
3. Софтверско инжењерство и рачунарске науке — студијски програм је подељен на две студијске групе: Софтверско инжењерство и Рачунарске науке. Ове студијске групе оспособљавају студенте за развој софтвера, односно за анализу, дизајн, имплементацију, тестирање и одржавање свих врста софтвера.
4. Менаџмент и организација — конципиран као директан наставак студијског програма Менаџмент, али могу га похађати и студенти који су завршили и остале смерове. Студијски програм обухвата девет студијских група: Менаџмент, Европски бизнис и менаџмент, Менаџмент развоја, Маркетинг инжењеринг, Мултимедијалне комуникације и односи с јавношћу, Организација пословних система, Пословна интелигенција и одлучивање, Менаџмент финансијског ризика, Управљање људским ресурсима, Управљање пројектима и инвестицијама и Инжењерска економика.
5. Менаџмент – ДХН — Студијски програм дипломских академских студија Менаџмент намењен је студентима Факултета, али и студентима који су основне студије завршили на одговарајућим факултетима друштвених наука. Програм се реализује следећим студијским групама: Менаџмент, Маркетинг менаџмент и односи са јавношћу, Менаџмент људских ресурса, Европски менаџмент и глобализација, Финансијски менаџмент и менаџмент финансијског ризика, Управљање пројектима и Менаџмент у образовању.
6. Електронско пословање и управљање системима — студијски програм који је осмишљен да образује дипломираног инжењера који ће добити довољно практичних знања и вештина, а истовремено омогућити даљи наставак школовања на одговарајућим специјалистичким, односно докторским студијама. У оквиру овог студијског програма изучавају се: Електронско пословање, Cyber криминал и Управљање организационим системима.
7. Управљање квалитетом — студијски програм садржи три студијске групе: Управљање квалитетом, Инжењеринг квалитета и Систем квалитета животне средине.
8. Инжењерски и операциони менаџмент — операциони менаџмент садржи четири студијске групе: Менаџмент инжењерство, Рачунарски интегрисана производња и логистика, Предузетничко управљање малим и средњим предузећима и Еколошки менаџмент. Програм је осмишљен да образује дипломиране инжињере који ће се оспособити за решавање проблема инжењерског и операционог менаџмента у конкретним пословним системима.
9. Менаџмент у систему здравствене заштите — развијен је од страна Факултета организационих наука и Медицинског факултета у Београду, а финансиран од стране Европске уније. Програм је намењен менаџерима и директорима свих профила у систему здравствене заштите, као и онима који планирају да буду руководиоци у домовима здравља, здравственим центрима, болницама, клиничко-болничким центрима, клиничким центрима, институтима и заводима.
10. International business and management / Међународно пословање и менаџмент — студијски програм оспособљава студенте за за ефикасно обављање менаџерских функција у глобалном окружењу. Кандидатима се оставља могућност да после ових студија наставе академско усавршавање на трећем нивоу академских студија – докторске студије. Студенти који заврше овај студијски програм добијају двоструку (дуалну) диплому. Двострука диплома подразумева да сваки студент стиче право на две дипломе: диплому Факултета организационих наука – Универзитета у Београду и диплому Пословне школе Универзитета Мидлсекс из Лондона, Уједињено Краљевство, што подразумева акредитацију програма у две земље. Настава се у потпуности изводи на енглеском језику, а поред наставника Факултета организационих наука наставу ће изводити и наставници Пословне школе Универзитета Мидлсекс из Лондона.

### Студијски програми специјалистичких струковних студија
1. Менаџмент — конципиран је да на савремен начин образује струковне менаџере специјалисте, који ће бити способни да успешно примене стечена знања и вештине у пракси. На овом студијском програму постоје следеће студијске групе: Управљање пројектима, Менаџмент културе и уметности, Односи с јавношћу и мултимедијалне комуникације, Електронско пословање, Менаџмент, Финансијски менаџмент, Еколошки менаџмент, Маркетинг менаџмент и Менаџмент људских ресурса.

### Студијски програми специјалистичких академских студија
1. Организационе науке — студијски програм конципиран је на упознавању студената са специфичностима истраживачких радова у одређеним научним подобластима. Обавезни су да пре пријаве специјалистичког рада ураде и одбране практичан приступни рад (пројекат) који показује да поседују знање и вештине у одабраном подручју специјализације, неопходне за самостално истраживање у ужој научној области, а све то са коначним циљем оспособљавањем студента за самосталне истраживачке радове у научно-истраживачким установама.
2. Менаџмент — студијски програм представља припрему кандидата за докторске студије у области Менаџмента. Програм могу похађати и они студенти чије основно академско образовање није директно повезано са овом научном дисциплином, али који су мастер студије завршили на неком од факултета који су сродни са студијском групом за коју се студент определио.
3. Сајбер форензика — студијски програм специјалистичких академских студија Cyber форензика је конципиран у сарадњи са Факултетом за инжењерство и информационе науке Мидлесекс универзитета. Студије трају три семестра.

### Студијски програми докторских студија
Студијски програм докторских академских студија обухвата научна подручја: информационих система, менаџмента, операционих истраживања, софтверско инжењерство, управљање системима и електронско пословање

## Акредитовани међународни студијски програми — дуалне дипломе
Акредитовани међународни студијски програми обухватају 3 студијска програма
- Менаџмент у управи
- Међународно пословање и менаџмент
- Сајбер форензика.

Са завршетком ових студијских програма добијају се две дипломе, диплома нашег Факултета и диплома партнерског факултета, са којим смо тај програм и развили. Поред ова три студијска програма имамо и Менаџмент у систему здравствене заштите, а по завршетку овог студијског програма добијају се дипломе Факултета организационих наука и Медицинског факултета Универзитета у Београду.

### Менаџмент у управи
После дугогодишње сарадње са Факултета за управу Универзитета у Љубљани, 2007. године створене су заједничке мастер/магистарске судије Менаџмент у управи. Од посебног значаја за овај студијски програм је константна интеракција студената и професора ова два факултета, што омогућава боље разумевање других култура и лакше запошљавање на међународном тржишту рада. Студијски програм Менаџмент у управи обавезује студента да успешно заврши најмање један семестар у иностранству на партнерском факултету и стекне 30 кредитних бодова (ЕЦТС).
Споразум о међусобној сарадњи у реализацији студијског програма Менаџмент у управи између Факултета организационих наука и Факултета за управу и градова Београда и Љубљане, потписан је марта 2009. године, са циљем јачања међусобне пословне и сарадње у области пословне и научно-истраживачке делатности. 
Студенти ће током дипломских академских студија савладати теорију и праксу фундаменталних области савремене управе (управно-правне, економске, организационо-информационе и менаџерске). Моћи ће да анализирају одређене проблеме и да доносе закључке на основу стечених знања, као и да самостално обављају истраживачке радове и др. 
Студијски програм траје две године, тј. четири семестра и обухвата 120 ЕЦТС бодова. Настава ће се одвијати на 3 различита језика: словеначком, енглеском и српском, и биће прилагођени потребама студената.

### Међународно пословање и менаџмент
Програм је одговор на растуће потребе и тражњу за менаџерима који су способни да знања и вештине из области менаџмента и пословања успешно примењују у међународном окружењу. Кандидатима се оставља могућност да после ових студија наставе академско усавршавање на трећем нивоу академских студија – докторске студије.
Специфичност овог студијског програма је у томе што студенти добијају двоструку (дуалну) диплому. Двострука диплома подразумева да сваки студент стиче право на две дипломе: диплому Факултета организационих наука – Универзитета у Београду и диплому Пословне школе Универзитета Мидлсекс из Лондона, Уједињено Краљевство, што подразумева акредитацију програма у две земље. Специфичност програма је и у томе да ће извођење наставе бити у потпуности на енглеском језику и да ће поред наставника Факултета организационих наука, наставу изводити и наставници Пословне школе Универзитета Мидлсекс из Лондона.
Квалитет програма и оспособљеност наставног особља Факултета је потврђена у поступку валидације Факултета организационих наука од стране Универзитета Мидлсекс која је спроведена у фебруару 2011. године и обухватала је проверу капацитета и опремљености Факултета, оспособљености и припремљености наставног и ненаставног особља за извођење међународних програма на енглеском језику.

### Сајбер форензика
Студијски програм специјалистичких академских студија Сајбер форензика је конципиран у сарадњи са Факултетом за инжењерство и информационе науке Middlesex University-ја који је међу првима у Великој Британији увео студије из Компјутерске форензике. Студентима се омогућује стицање знања и вештина неопходних за разумевање феномена cyber криминала, откривање, спровођење истраге и превенцију од ових злоупотреба. Оспособљавање за коришћење посебних форензичких алата обезбеђује подизање компетенција за решавање проблема при прикупљању и презентовању дигиталних доказа прихватљивих на суду. Мултидисциплинарност студија омогућује полазницима да се припреме за бављење истраживањима, презентовање и објављивање њихових резултата у стручним и научним публикацијама. Студије трају три семестра.

### Менаџмент у систему здравствене заштите
У оквиру пројекта Министарства здравља „Обука за менаџмент у здравству“ кога финансира Европска унија, Факултет организационих наука и Медицински факултет Универзитета у Београду развили су заједнички програм дипломских академских – мастер студија Менаџмент у систему здравствене заштите. Програм је намењен менаџерима и директорима свих профила у систему здравствене заштите, као и онима који планирају да буду руководиоци у домовима здравља, здравственим центрима, болницама, клиничко-болничким центрима, клиничким центрима, институтима и заводима.

## Издавачка делатност
Од почетка рада, Факултет има самосталну издавачку делатност која је започела 1971. У протеклих 40 година публиковано је преко 450 уџбеника, збирки задатака, скрипти, практикума и других наслова, који су основна и допунска литература на Факултету. Поред тога, за потребе научноистраживачког рада, публиковане су монографије, брошуре, информатори, зборници радова и апстраката националних и међународних симпозијума и скупова где је Факултет био организатор или суорганизатор.
Факултет издаје и четири часописа националног и међународног значаја. Часописи Факултета организационих наука су: YUJOR – Yugoslav Journal of Operations Research, Management – часопис за теорију и праксу менаџмента, Инфо M – часопис за информационе технологије и мултимедијалне технологије и ComSIS – часопис за информационе системе и технологије.
YUJOR – Yugoslav Journal of Operations Research
YUJOR је основан 1991. године. Излази два пута годишње на енглеском језику. Часопис се бави свим аспектима операционих истраживања, системских наука и науке о менаџменту.
До октобра 2011. године укупно је изашло 41 свезака. Објављено је више од 400 радова. Најзаступљеније теме у последње две године везане су за Inventory моделе, Dynamic stochastic моделе, fuzzy моделе.
Management – часопис за теорију и праксу менаџмента
Часопис Management – часопис за теорију и праксу менаџмента се публикује од 1996. и излази четири пута пута годишње, на српском и енглеском језику. Часопис је мултидисциплинарног карактера и обухвата радове из следећих области: општи менаџмент, финансијски менаџмент, маркетинг менаџмент, управљање пројектима, стратешки менаџмент, управљање променама, управљање иновацијама, управљање знањем, крос културни менаџмент итд.
Инфо М
Национални часопис за информационе технологије и мултимедијалне системе Инфо М почео је да излази 2002. године, као периодично квартално издање.
Основни задатак часописа је да прати научни и технолошки развој информационих система и технологија, рачунарских наука, рачунарске технике, софтверског инжењерства у земљи, те тако омогућава ширем кругу читалаца увид у развој домаће науке, а млађим ауторима даје могућност да објаве своје прве радове.
Computer Science and Information Systems (ComSIS) је међународни часопис који има два издања годишње на српском и енглеском језику. Циљ часописа је објављивање резултата истраживања у области компјутерских наука, софтверског инжењерства и информационих система. Финансиран је од стране Министарства образовања и науке Републике Србије.
У часопису ComSIS објављују се оригинални научни радови, који покривају и теоретске основе компјутерске науке, али и комерцијалне, индустријске и едукативне аспекте који омогућавају сагледавање пројектовања и имплементације софтвера и информационих система.

## Научни и стручни скупови
Факултет организационих наука се бави и организовањем и више међународних и националних научних и стручних скупова, који су имају велики број учесника и одјек у научној и стручној јавности.
Факултет самостално организује међународни Симпозијум организационих наука SYMORG и национални Скуп привредника и научника SPIN.
Од 1985. године постаје суорганизатор међународног научно-стручног скупа о информационим технологијама, . У јуну 2011. године INFOTECH је 26. пут одржан. Основни циљ овог скупа је примена информационо-комуникационих технологија у развоју телекомуникационе инфраструктуре и сервиса, електронског пословања, банкарског пословања, пореској управи, малих и средња средњих предузећа и др.
Сваке четврте године ФОН организује национални Симпозијум о операционим истраживањима, SYM-OP-IS (Symposium on Operational Research). Већ два пута је био организатор и то 1999. године XXVI Симпозијума о операционим истраживањима, затим 2007.XXXIV Симпозијума о операционим истраживањима SYM-OP-IS. Планирано је да ФОН буде организатор симпозијума SYM-OP-IS 2013. године.
Године 2007. Факултет је био организатор VIII међународне Балканске конференције о операционим истраживањима, BALCOR (Balkan Conference on Operational Research) која се организује од 2000. године. На конференцији се размењују научна и стручна достигнућа из области операционих истраживања и побољшања међународне сарадње, пре свега балканских земаља. Планирано је да ФОН буде организатор међународне Балканске конференције о операционим истраживањима, BALCOR, која ће се одржати 2013. године.
ФОН и YUPMA су били суорганизатори Интернационалног симпозијум из пројектног менаџмента YUPMA од 1996. до 2007. године, затим ФОН је био и суорганизатор Прве међународне конференције „Forum for Development of Public Administration in West Balkan“ 2006. године.
До 2005. сваког трећег уторка у месецу одржаван је Семинар Катедре за математику, кибернетику и информационе системе Факултета организационих наука.
Симпозијум SINFON, у области рачунарских наука и информационих технологија се раније одржавао сваке године у организацији Факултета организационих наука и -а.

## Међународна сарадња

### Развој
Факултет организационих наука је тежио да развије сарадњу са иностраним факултетима, који би пружали финансијску подршку, омогућили размену професора, сарадника и студената, омогућавање стипендија и студијских боравака. Средином осамдесетих година је почело отварање факултета према свету, али су деведесете донеле изолацију и повратак у уске локалне оквире. После укидања санкција 2000. године, потреба да се студентима обезбеди мобилност, а наставницима излазак из изолације и могућност за сарадњу са светским стручњацима доводе до значајног помака на пољу међународне сарадње. Од 2002. године на Факултету постоји продекан за координацију међународних активности што је показало одлучност Факултета да се укључи у светске трендове и допринело бољем повезивању са међународним институцијама.
Неки од представника међународних институција, организација, асоцијација, које преговарају са Факултетом о потенцијалним сарадњама су: Светска банка, бугарска амбасада, америчка амбасада, грчка амбасада, холандска амбасада, индонежанска амбасада, GTZ, Carlsber, Center for International Legal Cooperation, LOREAL и др. Од посебног значаја је сарадња са владом Француске која је отпочела финансирање професионалних мастер студија из “Индустријског инжењеринга” са институцијом L’Ecole Central de Paris.
Факултет је данас у међународне активности укључен кроз:
- размену студената и наставног особља
- мултилатералне или билатералне програме и уговоре
- активно учешће запослених на међународним пројектима
- повезаност са међународним организацијама и асоцијацијама у областима од интереса за Факултет
- међународну акредитацију студијских програма које Факултет развија са страним партнерима.

### Сарадња са иностраним партнерима
Факултет је до данас стекао многе партнере, и потписао много уговора о међународној сарадњи са страним универзитетима и факултетима. Неки од универзитета и факултета са којима је потписана сарадња су:
- [21]
- [22]
- [23]
- [24]
- [25]
- [26]
- [27]
- [28]
- [29]
- [30]
- [31]
- [32]
- [33]
- [34]

Међународна сарадња је резултовала развојем три међународна студијска програма на нивоу дипломских академских - мастер и специјалистичких академских студија. У сарадњи са University of Ljubljana, Faculty for Administration, Ljubljana развијен је програм заједничких мастер студија Менаџмент у управи. Такође су развијени студијски програми са дуалном дипломом са два факултета Универзитета Мидлсекс из Лондона. У сарадњи са Пословном школом (Middlesex University Business School) развијен је мастер студијски програм Међународно пословање, а са Школом за инжењерство и информационе науке  су развијене специјалистичке академске студије Сајбер форензика.
Пролећна школа је пројекат који је осмишљен и остваре захваљујући сарадњи са Универзитетом примењених наука у Минхену. Пројекат се састоји из предавања и решавања конкретних проблема. Предавања држе стручњаци из разних пословних области. Студенти који учествују у овом пројекту су из неколико земаља: Немачке, Бугарске, Хрватске, Словеније, Босне и Херцеговине и Србије. Школа омогућава студентима дружење са колегама из других земаља, присуство предавањима стручњака у областима својих пословања, као и стицање теоријских и практичних знања.

### Међународни пројекти
Међународни ТЕМПУС пројекат  (број ЈЕП – 16067 – 2001) је добијен 2001. године. У оквиру пројекта су развијени различити наставни програми из области пословних информационих система на нивоу основних и постдипломских студија.
Од 2003. године Факултет учествује у следећим међународним пројектима: „Public Health Sector Management and Policy Improvement in CEE Through Education and Training Collaborative Initiatives“. финансиран од стране , пројекат у који се укључују бројни асистенти и сарадници „Academic Skills Advancement Programme for Young Faculty (ASA)“ организује Београдска отворена школа под покровитељством Fund for Open Society, Serbia
Од 2006. године у оквиру ТЕМПУС пројекта почиње пројекат за развој програма за учење на даљину MSCEL – „M.Sc. Curriculum in E-Learning“.
Од 2008. године почиње да се реализује пројекат CONCUR – „Conversion Courses for Unemployed University Graduates in Serbia" који је резултовао развијањем два мастер студијска програма за преквалификацију или незапослених или неадекватно запослених дипломаца: Менаџмент пословних перформанси и Предузетнички менаџмент.
Од 2009. године професори и сарадници Факултета су део тима који је задужен за реализацију FP7 пројекта  , за развој Wеb сервиса који омогућава учење на радном месту уз сарадњу са истраживачким институцијама.
Од 2010. године отпочиње се пројекат за развој технологије за коришћење онлајн учешћа студената на Wеb сервисима у образовању.
Захваљујући организацији GBG из Немачке, која координише  програмом, и Медицинском факултету. у Београду настале су мастер студије Менаџмент у систему здравствене заштите

## Студентске активности
Студенти ФОН-а активни су у бројним наставним, ваннаставним активностима и студентским организацијама. Они су стимулисани да дају свој допринос развоју Факултета. Осим тога, предавачи студентима дају широку слику о изазовима који их чекају у пракси и даљем раду.

### Студентски парламент
Студентски парламент је орган високошколске установе чији је циљ остварење права и заштита интереса студената. Решењем Декана од 16. новембра 2006. године покренут је поступак избора за Студентски парламент Факултета. Данас Студентски парламент има 24 члана, од тога се један бира из реда студената са посебним потребама.

### Студентске организације
Студенти ФОН-а ваннаставне активности реализују кроз 14 студентских организација. ФОН има највећи број студентских организација од свих факултета на Универзитету у Београду.

#### AIESEC
је највећа студентска организација на свету која на Факултету организационих наука постоји од 1973. године. Главни циљ ове организације је да помогне младима да постигну свој максимум на пољу личног и професионалног развоја, као и да позитивно утичу на друштво.
Организација AIESEC је у последње две године на стручну и развојну праксу у иностранство послала више од 20 студената Факултета. Осим тога, AIESEC, у Републици Србији организује 7 пројеката: Свет на длану, Change, AIESEC Business Academy, Make it Possible, Care4Future, OPEN IT и Emportant. За студенте Факултета организационих наука су најинтересантнији пројекти OPEN IT и Emportant.

#### Academic Cyber Forum
је независна, непрофитна асоцијација која има улогу информативног, едукативног, истраживачког и саветодавног центра. Основна активност Форума је организовање и реализација истраживања појава у cyber простору, као и организовање образовних скупова, округлих столова, семинара; публиковање приручника, књига и других публикација.

#### BEST
је непрофитна и неполитичка организација студената технике Европе, која постоји од 1989. године.
BEST Београд постоји од 2003. године и за кратко време постао је једна од најпрепознатљивијих студентских организација на Универзитету у Београду. Главне делатности Удружења су омогућавање студентима да похађају бесплатне двонедељне стручне курсеве у европским универзитетским центрима, као и организовање стручних курсева и сличних догађаја за стране студенте у нашој земљи.

#### Дебатни клуб
Дебатни клуб Факултета је основан крајем 2006. године на иницијативу проф. др Мирјане Дракулић, са циљем промовисања и усавршавања вештине дебатовања, јавног наступа, говорништва, убеђивања и других сродних вештина.
Клуб је забележио значајне успехе на националним и интернационалним турнирима, те постао редован учесник Европског и Светског универзитетског првенства. Чланови Дебатног клуба су више пута успешно организовали интернационалне семинаре, летње школе и академије на Факултету, те су се показали као успешни организатори специјалних догађаја.
Од школа, које су Факултет организационих наука и Дебатни клуб организовали издвајају се:
- 07

#### ЕкоФОН
ЕкоФОН је студентска еколошка организација Факултета организационих наука која је започела са радом 2007. године. Оснивач и председник ЕкоФОН-а је ванр. проф. др Наташа Петровић. ЕкоФОН има за циљ проактивно деловање у области заштите животне средине и спровођење стратегија одрживог развоја. ЕкоФОН се бави: еколошким пројектима, тренинзима, волонтерским радом, повезивањем са организацијама и компанијама које се баве заштитом животне средине.

#### ESTIEM LG Belgrade
( Lokalna grupa Beograd) је европска студентска организација студената менаџмента и индустријског инжењерства са седиштем на Факултету организационих наука.
Први пројекат ESTIEM LG Beograda био је Case Study Секција, замишљен као циклус предавања и радионица са различитим темама из менаџмента и приступима из пословне праксе кроз case study метод учења. Као и сваке године секцији претходи интерактивна радионица намењена студентима за писање CV-а и мотивационог писма.
У току маја 2010. године организација је успешно реализовала дводневну спортску манифестацију под слоганом Спорт – Моја прва љубав!, на Ади Циганлији, која је окупила преко 250 студената Факултета организационих наука са циљем промовисања здравог живота и спорта.

#### Савез студената ФОН-а
Савез студената Факултета организационих наука (ССФОН) се залаже за заштиту, остваривање и унапређивање права и интереса студената на основним академским студијама, као и стварање ефикасног и ефективног система студирања.
Од активности које је Савез Студената промовисао у прошлој академској години издвајају се:
- Јавна трибина о болоњском систему
- Гостовање Ивана Ивановића
- Бесплатни курсеви страних језика – ССФОН је у сарадњи са Студентским парламентом Филолошког факултета Универзитета у Београду организовао једносеместралне бесплатне курсеве страних језика (енглески језик (3 нивоа), француски, немачки, италијански и грчки језик)
- Председнички клуб – је тренинг радионица коју је одржао Драган Војводић, лиценцирани тренер међународне компаније

#### СпортФОН
Спортско друштво ФОН-а (СпортФОН) основано је 28. децембра 2000. године са циљем јачања спортске свести студената Факултета организационих наука. Ова идеја је током година нарасла до најуспешнијег студентског спортског друштва на Универзитету. Нека од такмичења на којима су учествовали студенти ФОН-а су: Best, BIG, EuroMilano, IBICA, IFIUS Будимпешта, Менаџеријада, Турнир пет лопти, Париз, Универзитетска лига БУ, FUTUR.
Спортско друштво чине следеће екипе: мушка и женска кошарка, одбојка и рукомет; фудбал, ватерполо, шах, стони тенис, тенис, пливање, веслање, оријентиринг, крос, бадминтон, куглање, карате, стрељаштво и скијање. Четири најбоље спортске екипе ФОН-а сваке године традиционално учествују на „Турниру пет лопти“ који се одржава у Паризу.

#### СУФОН
Студентска унија Факултета организационих наука (СУФОН) је студентска организација основана 07. новембра 2000. године. Њена основна делатност је заштита студентских права. У редовне активности СУФОН-а спадају и организација курсева, семинара, излета, екскурзија и студентских дружења.
СУФОН је био укључен и у реализацију СУС-ових пројеката, као што су кампања Подржи реформе и конференција У истој равни. 
Организација није прошла пререгистрацију и више не постоји.

#### ФОН-ов центар за развој каријере
ФОН-ов центар за развој каријере је основан у септембру 2004. године. Основни задатак Центра је да студентима пружи подршку при стручном усавршавању, професионалном усмеравању и запошљавању. Као два највећа и најважнија пројекта факултетског центра за развој каријере треба издвојити ФОНкламе и Лидере на ФОН-у.

#### ФОНИС
Удружење студената информатике Факултета организационих наука ФОНИС је студентска организација, која окупља будуће ИТ стручњаке у циљу: учествовања на стручним предавањима, курсевима, такмичењима и семинарима; рада на пројектима и остваривања стручних пракси у ИТ областима. Удружење ФОНИС је настало у јануару 2001. године. ФОНИС је био организатор многих манифестација, а чланови ФОНИС-а и њихови сарадници су одржали студентима ФОН-а велики број интерактивних курсева из области ИТ-ја и остварили сарадњу са многим ИТ компанијама и другим наставним и ваннаставним организацијама.
Од активности којима се ФОНИС претходних година бавио могу се издвојити:
- Промоција Факултета организационих наука на семинарима и такмичењима
- Пројекат „Студенти студентима“ - овај пројекат је традиционални пројекат Удружења који је осмишљен тако да сви студенти Факултета организационих наука могу да боље упознају и науче неке од актуелних технологија, које се проучавају на факултету, али и технологије које нису у саставном плану и програму
- Пројекат „Блогери студентима“ - овај пројекат представља серијал предавања на нивоу Универзитета у Београду, са циљем промовисања знања међу младима који се баве менаџментом и информационим технологијама
- Предавања у организацији ФОНИС - "Tech Talk"
- Предавање компаније
- Пројекат „Компаније студентима“ - овај пројекат је студентима представио како изгледа један радни дан у ИТ компанији из перспективе ПС Тека, МФЦ Микрокомерца и Кројача.
- Старт конференција (Start Conference & Competition) - Дводневна конференција одржана у децембру 2012. године праћена 24-часовним такмичењем у развоју Виндоус 8 апликација

### Успеси студената
На Светском универзитетском првенству у дебати (WUDS Botswana 2011) одржаном у Боцвани у периоду од 27. децембра 2010. до 4. јануара 2011. године у конкуренцији од 316 тимова из 50 земаља студенти ФОН-а освојили су друго место у категорији енглески као страни језик.
На међународном универзитетском дебатном турниру Athens Open 2011. одржаном у Атини од 15. до 17. априла, у конкуренцији од педесет тимова прво место освојио је тим са ФОН-а.
На Европском универзитетском дебатном првенству NUI Galway EUDC 2011, студенти Факултета стигли су до полуфинала овог престижног такмичења на коме је учествовало 180 тимова са најпознатијих европских универзитета.
На регионалном глобалном такмичењу Hult Global Case Challenge у решавању студија случаја одржаном 5. марта 2011. године у Лондону у конкуренцији 32 тима најпрестижнијих пословних школа из области менаџмента у Европи, студенти Факултета су освојили прво место и пласирали се на финално светско такмичење у Њујорку. У финалу је тим студената Факултета освојио треће место.
Студентски парламент је у децембру 2010. године организовао хуманитарну акцију „Студенти ФОН-а деци Космета“, када је прикупио више од 200.000 динара за куповину рачунара и лопти за основну школу у Бабином мосту.
У периоду 21—25. марта одржана је међународна Пролећна школа у организацији ФОН-а и Универзитета примењених наука из Минхена, као део планиране дугорочне сарадње две институције. Учесници Пролећне школе, похађали су предавања, дебате и радионице које обрађују финансијски, маркетиншки и правни аспект репутације предузетника у Србији и Баварској.
На конкурсу „Буди Vip студент“ подељено је 20 стипендија најбољим студентима. Шест стипендија добили су студенти ФОН-а. Трећу годину за редом, од када и постоји конкурс „Буди Vip студент“, највише стипендија добијају студенти ФОН-а.
На турниру „5 лопти“ у Паризу, у априлу 2011. године, од осам првих места, пет су освојили студенти Универзитета у Београду, а три прва места студенти ФОН-а.
На менаџеријади која је одржана у Бугарској , у мају 2011. године, ФОН је имао највећи број студената који су присуствовали менаџеријади (око 500), а у такмичарском делу остварени су завидни резултати и на такмичењима у знању и на такмичењима у спорту па је ФОН освојио прво место у генералном пласману.
На такмичењу студената у организацији Универзитетског спортског савеза Београд (УССБ) ФОН је поново потврдио да је најбољи студентски спортски колектив на Универзитету у Београду.

## Контроверзе
Докторат Синише Малог стечен на ФОН-у је 2014. оспорио Раша Карапанџа, професор на ЕБС Универзитету у Висбадену и на Њујоршком Универзитету, тврдећи да је у њему 33% плагираног текста. Касније се овај број попео на преко 40%. У првом наврату је негирано постојање плагијата у раду, да би се након што је Универзитет по други пут вратио поступак на ФОН на научно-наставном већу изгласала мера јавне осуде за малог (коју декан Милија Сукновић није изрекао). Одбор за професионалну етику Универзитета у Београду је, у супротности са шест извештаја комисија ФОН-а који су настали и били усвојени у овом поступку, прогласио докторат Малог плагијатом 21. новембра 2019. године.
Због првобитног признавања овог доктората и великог броја радова наставника овог факултета који су објављивани у предаторским часописима, Центар за образовање и евалуацију у науци (ЦЕОН) је оценио да је ФОН као институција етички компромитован и искључио сва три научна часописа која он издаје из Српског цитатног индекса (SCIndeks).